# Milhac
Milhac é uma comuna francesa na região administrativa de Occitânia, no departamento de Lot. Estende-se por uma área de 5,42 km². Em 2010 a comuna tinha 185 habitantes (densidade: 34,1 hab./km²).